# Remedello Sotto
Remedello Sotto è con Remedello Sopra una delle due parti del comune bresciano di Remedello.

## Storia
Il comune di Remedello si divise fin dal Medioevo in due gruppi di villaggi corrispondenti alle due chiese parrocchiali di San Donato e di San Lorenzo. Il primo tentativo di unire amministrativamente la zona fu operato da Napoleone nel 1805, ma gli austriaci annullarono il provvedimento nel 1816. Fu il fascismo ad imporre l'unità comunale nel 1928.

## Monumenti e luoghi d'interesse
- Chiesa di San Donato Vescovo e Martire, risalente al XVIII secolo